# Cork Athletic
Cork Athletic war ein irischer Fußballverein aus Cork.

## Geschichte
Im Oktober 1948 löste sich der Verein Cork United aus finanziellen Gründen auf. Als Nachfolger wurde der Verein Cork Athletic gegründet, der den Platz von United in der erstklassigen League of Ireland übernahm. Nach einem vorletzten Platz in der Saison 1948/49 konnte der Verein in den folgenden beiden Spielzeiten 1949/50 und 1950/51 jeweils die Meisterschaft gewinnen. Jedoch fiel der Verein schnell ins Mittelmaß der Tabelle zurück und konnte nie mehr an die Titelgewinne anknüpfen. Auch Cork Athletic litt unter finanziellen Problemen, nicht zuletzt weil der Verein mehrere ältere Spieler aus der ersten englischen Liga unter Vertrag nahm. 
Erfolgreicher war Cork Athletic in FAI Cup. Der Verein gewann den Wettbewerb 1951 gegen Shelbourne FC und 1953 gegen Evergreen United. Beide Male waren Entscheidungsspiele nötig, weil die ersten Finals jeweils unentschieden ausgingen und es noch kein Elfmeterschießen gab. Darüber hinaus verlor Cork Athletics die Pokalfinals 1950, 1952 und 1956 gegen Transport FC, Dundalk FC bzw. die Shamrock Rovers.
Im Jahre 1957 wurde der Verein aus finanziellen Gründen aufgelöst. Als Nachfolger wurde der Verein Cork Hibernian gegründet.

## Erfolge
- Irischer Meister: 1950, 1951
- Irischer Pokalsieger: 1951, 1953
- Irischer Pokalfinalist: 1950, 1952, 1956

## Stadion
Der Verein trug seine Heimspiele im Stadion The Mardyke aus.